# Cymbiapophysa velox
Espèce
Synonymes
- Metriopelma velox Pocock, 1903

Cymbiapophysa velox est une espèce d'araignées mygalomorphes de la famille des Theraphosidae.

## Distribution
Cette espèce est endémique d'Équateur. Elle se rencontre vers Pamblar.

## Description
Le mâle holotype mesure 28 mm.
Le mâle décrit par Gabriel et Sherwood en 2020 mesure 33,7 mm et la femelle 33,1 mm.

## Publication originale
- Pocock, 1903 : On some genera and species of South American Aviculariidae. Annals and Magazine of Natural History, sér. 7, vol. 11, p. 81-115 (texte intégral).